# Dr. Wily
Pour les articles homonymes, voir Wily.
Dr Wily Doctor Wily (Dr.ワイリー, Dokutā Wairi), nom complet Albert W. Wily , est un personnage de jeu vidéo et l'antagoniste principal de la série originale Mega Man. Il est apparu dans le premier jeu vidéo Mega Man et plus tard dans les publicités ou dans les autres médias liés à la série.

## Conception
L'artiste et producteur Keiji Inafune a expliqué que le design de du Dr Wily est inspiré par Albert Einstein, et a été initialement conçu pour apparaître comme un grand scientifique mince avec une moustache, des lunettes, une tête chauve et une blouse de laboratoire. De plus, son prénom est Albert. Durant le développement de Mega Man, Inafune redessine le personnage pour qu'il corresponde aux sprites du jeu, le rapetissant et lui retirant les lunettes de son design original. Le Dr Wily se veut être une représentation archétypale du savant fou,. Inafune a exprimé son mépris concernant la conception du personnage, déclarant dans une interview de 2003 que si un artiste l'approchait avec le travail semblable, il le refuserait et exigerait mieux. Lors de la production de Mega Man 2, Inafune a décidé de redessiner complètement le personnage, en cherchant à le rapprocher de la perception commune d'un scientifique fou. Pour ceci, il le grandit légèrement et lui allonge ses cheveux et son menton. Satisfait des modifications, Inafune conserve le design cohérent pour les apparitions ultérieures du personnage.

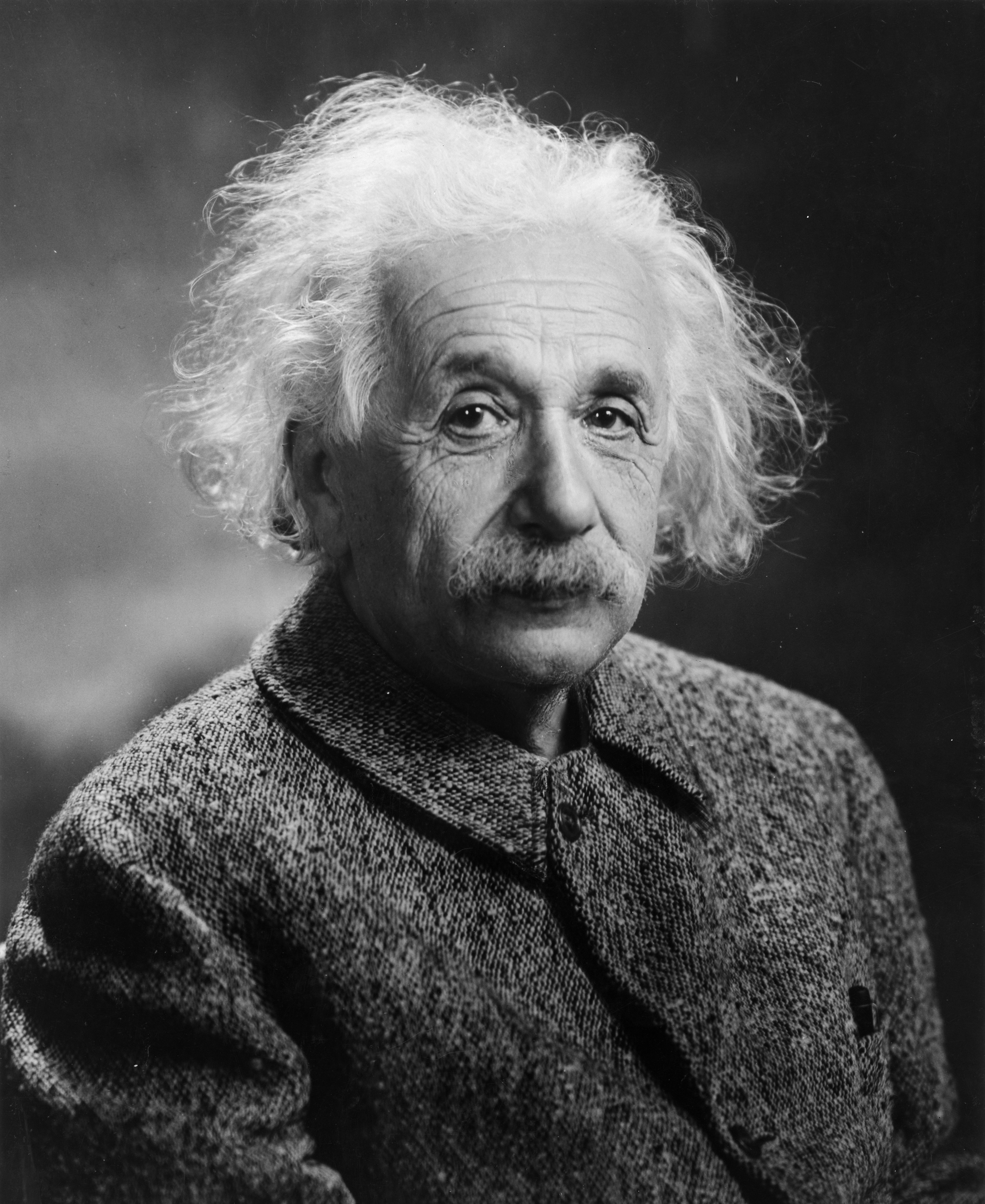
Le Dr Wily est inspiré d'Albert Einstein, et se veut être une représentation archétypale du savant fou (photo de 1947).

Le nom Wily de « Dr Wily », prononcé Waili, est en réalité à l'origine un jeu de mots, qui a également été utilisé pour nommer le personnage Wario. En japonais, il existe en idéogramme phonétiquement proche de Wily, qui signifie méchant ou mauvais, Warui, prononcé Walui. Inafune explique : « comme j'avais imaginé un bon scientifique, il lui fallait un ennemi mauvais. Bref, j'ai aussitôt pensé à Right et Will. Mais cet effet a été cassé par la mauvaise transcription de Right et Light ».

## Accueil
Dr Wily est jugé comme un personnage populaire et méchant, et a été comparé à des personnages similaires tels que le Dr Eggman. De 1991 à 1994, Nintendo Power le désigne comme l'un des meilleurs méchants dans les jeux vidéo à apparaître sur console produite par Nintendo dans leur prix annuel. Le magazine le décrit alors comme « l'un des scientifiques fous les plus appréciés »,,,. Il apparaît plus tard dans leur édition de janvier 2010, se classant quatrième meilleur méchant dans l'histoire de Nintendo. Le magazine le classe également comme ayant l'une des meilleures moustaches. Il est classé trente-neuvième dans le top des 47 personnages les plus méchants de jeu vidéo de tous les temps de GamePro. Dans une édition du « Choix du lecteur » du top dix des méchants des jeux vidéo de GameSpot, Dr Wily est classé cinquième, et bien qu'il ne reçoive pas assez de votes pour figurer au-dessus du Dr Eggman, il s'en rapproche.
Computerworld cite le Dr Wily comme l'un des plus méchants antagonistes du jeu vidéo, louant sa persistance malgré son échec à la fin de chaque jeu Mega Man. Le site 1UP.com, partage ce sentiment, déclarant que « le fait que ses projets se résument à la création de huit robots à thème avec une faiblesse fatale aux pouvoirs de l'autre met en doute sa qualification de génie. De plus, admirez sa persévérance ». GameDaily le nomme un de leurs personnages préférés le plus anciens dans les jeux vidéo et l'un des 25 meilleurs esprits maléfiques de tous les temps, en le classant deuxième sur leur liste,. IGN le classe comme le 13e meilleur méchant de jeu vidéo, le citant comme l'un des méchants de jeu vidéo les plus « désespérément persistants ». Le site estime qu'il a une incroyable capacité à perdurer dans une industrie dont les méchants sont souvent oubliables.